# Taleporia microphanes
Taleporia microphanes är en fjärilsart som beskrevs av Edward Meyrick 1888. Taleporia microphanes ingår i släktet Taleporia och familjen säckspinnare. Inga underarter finns listade i Catalogue of Life.